# روهان هانكوك
روهان هانكوك (بالإنجليزية: Rohan Hancock)‏ هو لاعب دوري الرغبي أسترالي، ولد في 18 يونيو 1955 في توومبا في أستراليا.